# Jean-Claude Lauzon (réalisateur)
 (avril 2025).
Pour les articles homonymes, voir Jean-Claude Lauzon et Lauzon.
Jean-Claude Lauzon, né le 29 septembre 1953 à Montréal et mort le 10 août 1997 à Kuujjuaq, est un réalisateur et scénariste québécois.

## Biographie
Après avoir terminé son secondaire V, il quitte les études pour aller travailler d'abord dans le tabac et les champs de maïs de l'Ontario. Il est ensuite journalier dans plusieurs usines et occupe les fonctions de commis bibliothécaire et d'émondeur au service de la ville de Montréal. 
Passionné de plongée sous-marine, il participe en 1974 à plusieurs expériences de plongée en caisson de décompression et s'implique dans le projet d'implantation de la médecine hyperbare au Québec. À l'été 1976, il est breveté instructeur. Il enseigne cette discipline et complète une formation en Design et Photographie.
Aux Bermudes, il enseigne la plongée et travaille à l'élaboration d'un diaporama sur l'enseignement des activités subaquatiques où il se familiarise avec les techniques de la photographie sous-marine. Il travaille ensuite en Colombie-Britannique comme guide en forêt dans un camp de pêche à Kamloops. Parallèlement, il termine la rédaction de son premier recueil de poésie, Les chats de ma liste.
De retour à Montréal, il est chauffeur de taxi pendant qu'il complète un baccalauréat en communications à l'UQAM. Il collabore également au magazine "Québec Chasse et Pêche" pour lequel il rédige une série d'articles spécialisés sur la chasse à l'arc. Durant son passage à l'Université, il conçoit et réalise Le secret du colonel (16 mm, publicité satirique du poulet Kentucky) et Super maire (16 mm, couleur) qui s'est mérité le grand prix Norman McLaren au Festival étudiant canadien. Après avoir complété sa formation, il fait un stage à l'AFI à Los Angeles en Cinéma et Direction d'acteurs. Pendant son séjour, il scénarise une première version de Piwi. À son retour, il est régisseur à Radio-Québec en attendant de tourner, en mai 1981, Piwi, un court-métrage qui remporte, la même année au Festival des Films du Monde, le Prix du Jury.
Le film sera également sélectionné au Festival de Lille en France. Boursier de l'IQC, il participera à cette manifestation en mars 1982. Il termine au cours de la même année un contrat de six mois en publicité avec la maison JPL Productions.
Au printemps 1988, il conçoit et réalise la campagne contre la violence conjugale, qui fut primée au Festival de Cannes et au Festival de Chicago avec le Grand Prix. À l'automne 1988, il conçoit et réalise une campagne publicitaire sur la langue française avec Pierre Bourgault et Fernand Séguin, qui remportera le Prix de la culture du Publicité Club en 1989.
Il fait ses études à l'Université du Québec à Montréal, où il réalise son premier court métrage. Plusieurs fois primé pour ses films (dont 13 Prix Génie pour Un zoo la nuit), il était probablement l'un des réalisateurs les plus prometteurs de sa génération. Après l'accueil mitigé de Léolo (en sélection officielle en compétition au festival de Cannes), son second long métrage, il déclare arrêter le cinéma et part travailler pour la publicité. Il travaillait cependant à un troisième long métrage lors de sa mort. 

### Mort
Au début du mois d'août 1997, lors d'un congé, il entreprend un voyage de pêche avec sa conjointe, Marie-Soleil Tougas ainsi que les amis du couple, Patrice L'Écuyer et Gaston Lepage. À leur retour de l'expédition, le 10 août 1997, l'avion de Jean-Claude, un Cessna 180 Skywagon, s'écrase contre le flanc d’une montagne et prend feu à une centaine de kilomètres du territoire de la municipalité de Kuujjuaq située près de la baie d'Ungava, dans le Nord-du-Québec. Les deux occupants meurent dans l'accident. L'Écuyer et Lepage, qui les suivaient dans un autre avion, assistent impuissants à la scène.

## Filmographie
- 1979 : Super Maire l'homme de trois milliards (court métrage)
- 1981 : Piwi (court métrage)
- 1987 : Un zoo la nuit
- 1992 : Léolo

## Distinctions
- Prix Génie du meilleur film (Un zoo la nuit).
- Prix Génie du meilleur scénario, meilleur montage, meilleur costume (Léolo).
- Toronto International Film Festival pour le meilleur film canadien (Léolo).
- Vancouver International Film Festival pour le meilleur scénario canadien (Léolo).

## Sources
Mort de Marie-Soleil Tougas et Jean-Claude Lauzon : il y a 15 ans: http://ici.radio-canada.ca/nouvelle/574016/15ans-tougas-lauzon (Consulté le 1er janvier 2017.)
Collision avec le sol Cessna 180K C-GIGK rivière aux Mélèzes (Québec). Communiqué, Bureau de la Sécurité dans les Transports. http://www.tsb-bst.gc.ca/fra/medias-media/communiques/aviation/1998/comm30.asp (Consulté le 1er janvier 2017.)
Quel dimanche à la campagne! Témoignage de l'auteur et chroniqueur Guy Fournier. http://www.journaldemontreal.com/2012/08/08/quel-dimanche-a-la-campagne- (Consulté le 1er janvier 2017.)
1. ↑  Radio-Canada, « Il y a 25 ans disparaissaient Marie-Soleil Tougas et Jean-Claude Lauzon », sur Radio-Canada, 10 août 2017 (consulté le 13 août 2025)